# Witiaź (pociąg pancerny)
Witiaź (ros. Бронепоезд "Витязь") – pociąg pancerny białych podczas wojny domowej w Rosji
Został utworzony wiosną 1920 r. na stacji węzłowej Karymskaja na Zabajkalu. Wchodził w skład Armii Dalekowschodniej atamana gen. Grigorija M. Siemionowa. Załoga pochodziła z kompanii oficerskiej Brygady Wołżańskiej. Pociąg był uzbrojony w 6 dział i 18 karabinów maszynowych. Dowódcą był ppłk Fiodor F. Mejbom. Chrzest bojowy pociągu miał miejsce w rejonie stacji Urulga, gdzie zaatakowały oddziały bolszewickie w celu zdobycia stacji Karymskaja. Współdziałał on z 1 pułkiem Brygady Ochotniczej płk. Czerkiesa. Ogniem dział został prawie zniszczony bolszewicki pociąg pancerny "Towarzysz Blücher". Cały atak został odparty. Następnie pociąg wspierał uderzenie wojsk III Korpusu gen. lejt. Mołczanowa ze Sreteńska w kierunku stacji Borzia. Po jej zajęciu patrolował odcinek frontu, ostrzeliwując pozycje bolszewickie. Kiedy rozpoczęło się nieprzyjacielskie kontruderzenie, wspierał oddziały 1 pułku Brygady Ochotniczej ogniem artyleryjskim i karabinów maszynowych. Podczas walki dostał jedno trafienie pociskiem artyleryjskim. Kiedy wycofywał się trafiony został też parowóz. Ogółem zabitych i rannych zostało 16 oficerów oraz 23 szeregowych członków załogi. Ranny był też ppłk F. F. Mejbom. Na pomoc przyjechał pociąg pancerny "Odważny", który odwiózł na holu "Witiazia" na stację Karymskaja. Tam otrzymano od dowódcy Brygady Ochotniczej gen. Osipowa rozkaz ochrony pobliskiego mostu kolejowego do czasu przejechania pociągów pancernych z Czity, a następnie zniszczenia go i odwrotu do stacji Siedlowaja. W związku z ogólnym odwrotem Brygady Ochotniczej załoga "Witiazia" wysadziła w powietrze most, po czym zaczęto wycofywać się w nakazanym kierunku. Jednakże okazało się, że stacja Siedlowaja była atakowana przez oddziały bolszewickie. "Witiaź" ogniem artylerii i karabinów maszynów odrzucił przeciwnika, ratując od zniszczenia 1 pułk Brygady Ochotniczej. Kolejny rozkaz polecił wycofać się na stację Borzia i nawiązać kontakt z Mieszaną Dywizją gen. Krugłowskiego. Stamtąd rozpoczęto odwrót w kierunku granicy z Chinami. Pociąg został wysadzony przez własną załogę jesienią 1920 r. pod granicą.